# CZ P-10 C半自動手槍
CZ P-10 C是一系列由捷克槍械製造商烏爾斯基·布羅德兵工廠的緊湊型半自動手槍，發射9×19毫米和.40 S&W這兩種口徑的手枪子彈。

## 歷史
P-10 C是烏爾斯基·布羅德兵工廠所生產的第一款擊鐵擊發式手槍，從2014年開始設計及生產，並且於2017年正式推出。名稱當中的C，代表緊湊（Compact），但CZ-UB尚未研發出其全尺寸型。

## 設計細節
P-10 C是一款擊鐵擊發式半自動手槍，是為了自我防衛和武裝部隊人員的使用而設計的。
CZ P-10 C是格洛克19手槍的直接競爭對手。兩款手槍具有非常相似的特性，但格洛克的重量輕便了約為68.0455克（2.4盎司，0.15磅）、要短約2.54毫米（十分之一英寸），並具有不同的握角。
P-10 C的人體工程學設計與CZ 75類似，採用全新設計的扳機系統，使得其“更高效能、更易於操作”。這種類別的扳機系統可以防止該槍擊發，除非其扳機已被完全扣下，即使手槍掉落亦是如此。其他保險特徵包括用以機械性手段地阻擋擊鐵的擊鐵檔塊。這款手槍亦並無彈匣切斷裝置，可防止其彈匣退出時用以擊發。
底把是由纖維增強聚合物所製成，而套筒則是由不鏽鋼所製成。套筒和彈匣的釋放控件都是雙手可控的設計。槍管採用冷鍛法所鍛造，採用黑色氮化表面處理。手槍瞄準具為铁製品，採用了三點式系統 ，在遠離光線以下過後就會成為夜間瞄準具。
其大型扳機護環可以適應各種手指寬度，並且可讓使用者在穿戴手套以下用以射擊。扳機護環作底切處理，以更為符合人體工程學。其他符合人體工程學的功能還包括三種尺寸不同的握把背板，四款握把尺寸以上與靠近套筒釋放裝置一旁的點陣狀防滑紋，以及位於“套筒正下方的深鞍”。
P-10 C的原廠扳機裝有有短行程復位功能，具有可從觸覺和聽覺上感知的特性。扳機扣壓的的額定壓力為4.5磅力（20.0牛頓）。
CZ原廠的全新P-10 C手槍隨槍附帶可上鎖、附帶提把的塑料槍盒、三枚握把背板、兩個15發彈匣、一條纜鎖、清潔刷和連桿，以及其用戶手冊。聚合物製握把背板分為三種不同的尺寸；它們在導軌以上滑動，並且以銷釘將握把鎖定在底把以上。
CZ P-10 C具有機械性和熱穩定性聚合物底把，並且採用了玻璃钢和三塊可互換的握把背板加固。其彈匣可向下與CZ 75 P-07兼容，但反之卻不能。

## 衍生型
2018年9月，記者見證著P-10 C手槍的新型號的推出。該新版本已準備了光學瞄準具的平面，可如無裝光學瞄準具的需要，亦可以保護板用以覆蓋平面以上的銑削接點。照門和準星都經過了更新，以提高其射擊精度。而且，雙向式彈匣釋放按鈕亦被一個可以倒轉裝上、較為大型的釋放按鈕所取代。
2018年10月，烏爾斯基·布羅德兵工廠推出了P-10的全尺寸（P-10 F）和袖珍（P-10 S）型號。P-10C的槍管長度為102.12毫米（4.02英吋），而全尺寸型號的槍管長度為114.3毫米（4.5英吋）、袖珍型號的槍管則是88.9毫米（3.5英寸）。全尺寸型號的彈匣可裝填19+1發子彈，而袖珍型號則可裝填12+1發子彈。與9月推出的新型P-10 C型號一樣，它們都預備了光學瞄準鏡的平面。

## 使用國
-  巴西
-  捷克
  - 捷克共和國軍隊

-  德国
  - 德國陸軍
  - 在2025年7月, 以"P13" 名義採用P10 F，取代P8手槍。

-  马来西亚
  - 馬來西亞武裝部隊
  - 馬來西亞皇家警察

-  菲律賓
-  波蘭
  - 中央廉政局
  - 海關總署
  - 邊防衛隊

-  羅馬尼亞
-  斯里蘭卡
-  中華民國
  - 法務部調查局
  - 1,900把（搭配Aimpoint Acro P2）

## 獎項
CZ P-10 C獲槍與彈藥雜誌評為“2017年度手槍”獎。

## 流行文化

### 电子游戏
- 2015年——
  - 型号为CZ P-10 C以及裝上以色列CAA公司生产的Micro-Roni手枪-卡宾枪转换套件衍生型：
    - CZ P-10 C 於第三年追加下載內容“暗空行動”（Operation Grim Sky）及第四年第二季”幻鏡行動”中登場，加裝Docter紅點瞄準鏡，命名為“P-10C”，前者由城市戰術反應部隊「暗空」 GSUTR (倫敦警察廳特種槍械司令部) 的特勤幹員Clash用作她的其中一款副武器。[35]後者為美國特勤局的特勤幹員Warden其中一款副武器。
      - 雖然該武器在遊戲當中並無生產商，但它被判斷為CZ P-10 C的衍生型。[36][37]

    - 裝上CAA Micro-Roni手枪　- 卡宾枪转换套件的衍生型于第四年追加下载内容“燃烧地平线行动”（Operation Burnt Horizon）中登场，命名为“P-10 Roni”，由澳大利亚特种空勤团的特勤幹員Mozzie用作他的其中一款主武器。奇怪地归类为自动手枪，且可以全自动射击。

## 資料來源
1. 1 2 3 4 5 6 7 8 9 10  .   [14 December 2014]. （原始内容存档于2018-12-19）.
2. 1 2 3 4 5 6 7 8 9 10  .   [14 December 2014]. （原始内容存档于2018-12-18）.
3. 1 2 3 4 5 6 7 8 9 10  .   [14 December 2014]. （原始内容存档于2018-12-19）.
4. 1 2 3 4 5 6 7 8  .   [14 December 2014]. （原始内容存档于2018-12-18）.
5. 1 2 3 4 5 6 7 8  .   [14 December 2014]. （原始内容存档于2018-12-18）.
6. ↑  . American Rifleman. National Rifle Association of America.   [11 October 2018]. （原始内容存档于2017-11-07）.
7. ↑  Záruba, Igor.  [Weapons from Uherský Brod impressed American hunters and g-men, says the head of Česká zbrojovka]. E15. 2017-04-19  [2018-01-03]. （原始内容存档于2017-12-25） （捷克语）.
8. ↑  . Guns & Ammo Handguns. Outdoor Sportsman Group.   [11 October 2018]. （原始内容存档于2018-10-12）.
9. ↑  . InfoSecurity 24. Defence24 Sp. z o.o.   [12 October 2018]. （原始内容存档于2017-06-11）.
10. ↑  Melloni, Frank. . GunDigest. 2017-07-25  [2018-01-03]. （原始内容存档于2018-12-10）.
11. 1 2 3  . Shooting Illustrated. National Rifle Association of America.   [11 October 2018]. （原始内容存档于2018-10-12）.
12. 1 2 3  . USA Carry. i156 Enterprises Inc.   [11 October 2018]. （原始内容存档于2018-10-12）.
13. 1 2  . Loadout Room. Hurricane Group, Inc.   [13 October 2018]. （原始内容存档于2018-10-14）.
14. ↑  . The Truth About Guns. thetruthaboutguns.com.   [11 October 2018]. （原始内容存档于2018-10-12）.
15. ↑  . www.czub.cz.   [2018-01-03]. （原始内容存档于2017-11-29）.
16. ↑  S, Jeremy. .   [2018-01-03]. （原始内容存档于2017-12-11）.
17. ↑  . Armi e Tiro. Edisport Editoriale Srl.   [12 October 2018]. （原始内容存档于2018-10-12）.
18. ↑  Lucas, Garrett. . Personal Defense World. 2018-11-09  [2019-01-27]. （原始内容存档于2019-01-28） （美国英语）.
19. ↑  Eger, Chris. . Guns.com. 2018-10-29  [2019-01-27]. （原始内容存档于2019-01-28） （美国英语）.
20. ↑  . 4 April 2022.
21. ↑  . www.czub.cz. （原始内容存档于2020-08-11）.
22. ↑  . 2024-11-06  [2024-11-06] （德语）.
23. ↑  . 原始内容存档于September 25, 2022.
24. ↑  .   [2019-02-01]. （原始内容存档于2019-01-23）.
25. ↑  .   [2018-05-30]. （原始内容存档于2018-06-13）.
26. ↑  .   [2018-06-13]. （原始内容存档于2018-06-13）.
27. ↑  Dumitrache, Ciprian. . www.defenseromania.ro. 2024-11-21  [2025-04-01] （罗马尼亚语）.
28. ↑   (PDF).   [1 December 2024].
29. ↑  . 法務部調查局.   [2023-11-10]. （原始内容存档于2023-11-10）.
30. ↑  . 自由時報電子報.   [2023-11-10]. （原始内容存档于2023-11-10）.
31. ↑  . 中央社-社會.   [2023-11-10]. （原始内容存档于2023-11-10）.
32. ↑  . 上報.   [2023-10-18]. （原始内容存档于2023-10-16）.
33. ↑  . 明報. 2023-10-13  [2023-10-13]. （原始内容存档于2023-10-13） （中文（臺灣））.
34. ↑  .   [2018-02-13]. （原始内容存档于2018-02-13）.
35. ↑  . Rock Paper Shotgun.   [2018-12-10]. （原始内容存档于2018-12-06） （美国英语）.
36. ↑  . www.imfdb.org.   [2018-12-10]. （原始内容存档于2018-12-10）.
37. ↑  . Rainbow Six Wiki.   [2018-12-10]. （原始内容存档于2018-12-10） （英语）.

## 外部連接
- （英文）—Official page（页面存档备份，存于）
- （英文）—Instruction Manual CZ P-10（页面存档备份，存于）
- （英文）—Modern Firearms—CZ P-10C（页面存档备份，存于）
- （简体中文）—槍炮世界—CZ P-10系列手枪 （页面存档备份，存于）